# Бемараха
Бемараха (Bemaraha) је национални парк на западу Мадагаскара. Први је уврштен у светску природну баштину. Познат је по изузетно лепом красу, са оштрим кречњачким врховима, званим Цинги. Процењује се да је 87% врста овде ендемично. То је 11 врста лемура, 5 фамилија слепих мишева, 103 врсте птица и 34 врсте водоземаца. Шуме у овом парку су суве, а у источном делу се настављају у саване. Од 605 врста биљака, ендемично је 86%.

## Извор
- https://web.archive.org/web/20120612164717/http://www.parcs-madagascar.com/madagascar-national-parks_en.php?Navigation=25